# NRL-PL 137
NRL-PL 137 – amerykański wojskowy satelita technologiczny, służący do wykonywania eksperymentów związanych z badaniem propagacji fal radiowych. Satelita został wyniesiony jako ładunek dodatkowy dla misji satelity wywiadowczego KH-7 26. 

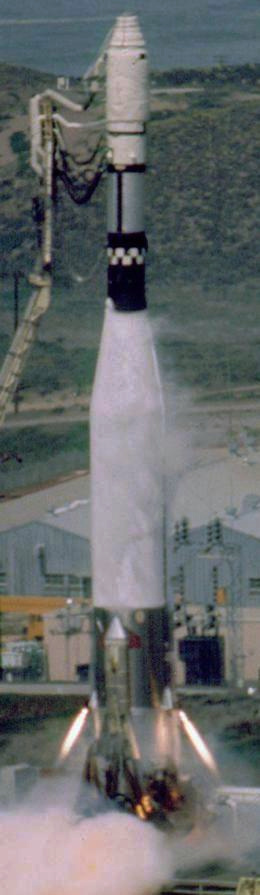
Start rakiety Atlas SLV-3 Agena D z satelitą wywiadowczym KH-7 26 i eksperymentalnym NRL-PL 137.

Satelita został zbudowany przez Naval Research Laboratory. Miał masę 41 kg i był przymocowany do górnego stopnia rakietowego Agena D . Satelita spłonął w górnych warstwach atmosfery 23 marca 1966 roku.